# Důl Morcinek
Důl „Morcinek“ (polsky Kopalnia Węgla Kamiennego (KWK) Morcinek) je černouhelný důl ve slezských Kačicích, který ukončil těžbu v roce 1998. Jedná se přitom o jeden z nejmladších uhelných dolů v Polsku: společnost Jastrzębska Spółka Węglowa (JSW) jej uvedla do plného provozu v roce 1993. Nachází se ve gmině Žibřidowice (Gmina Zebrzydowice) v okrese Těšín.

## Výstavba dolu
Výstavba dolu byla zahájena v roce 1978 a trvala do roku 1993. Důlní pole se nacházelo na území o výměře 22,6 km². Těžba uhlí byla zahájena již v roce 1986, tedy ještě v průběhu výstavby. Součástí dolu byla elektrizovaná vlečka napojená do železniční stanice Kaczyce na trati Zebrzydowice – Cieszyn, lokomotivní depo, teplárna (zprovozněna v roce 1984 hlavně pro potřeby dolu a přilehlého sídliště Pohvizdov) a další potřebnou nadzemní infrastrukturu. Pro horníky byla vybudována nová sídliště v Kačicích, Pohvizdově a Těšíně.

## Provoz
Jednotlivá patra dolu byla zpřístupněna třemi jámami. Uvažovaného denního těžebního výkonu 12 000 tun uhlí nebylo nikdy dosaženo a v důsledku nedokončení kompletní výstavby dolu se denní těžba pohybovala kolem 6 000–7 000 tun.
Problémem dolu byly především obzvláště těžké geologické poměry: nebezpečí výbuchu methanu, výrony důlních vod, nepříznivé klimatické poměry plynoucí z vysoké teploty horniny v nejnižších patrech.
V průběhy těžby se objevily poklesy terénu na povrchu. Jednalo se o oblast o výměře cca 5,6 km² kde došlo k poklesu terénu o 2,47–7,5 m. Tyto poklesy se projevily především na zemědělských půdě a nesouvislé zástavby Kačic a Pohvizdova takže nezpůsobily větší škody.

## Likvidace
V roce 1997 byla konstatována trvalá ztrátovost dolu a byla zahájena jeho likvidace, která byla zakončena v roce 2001. Samotná těžba uhlí byla ukončena 30. listopadu 1998 a následně probíhala likvidace jednotlivých důlních pater, zásyp těžebních jam a likvidace těžních věží, což definitivně znemožnilo případné obnovení těžby. Stroje a zařízení byly demontovány a předány do jiných dolů mateřské JSW a do Dolu Bogdanka. Část zaměstnanců přešla do jiných dolů JSW.

## Současný stav
Pozemky a budovy jsou nyní majetkem státu a zůstávají v užívání obce Žibřidovice a společností JSW nebo Spółka Restrukturyzacji Kopalń S.A. Přes mnoho investičních nabídek však tyto pozemky ani budovy nejsou dosud užívány.
Vzhledem k poloze dolu u hranice s Českem se však uvažuje o vydobytí uhelných zásob dolu Morcinek z české strany, konkrétně z dolu ČSM.
V prostorách bývalého dolu začala v roce 1999 činnost společnost NWR KARBONIA S.A., která je ve vlastnictví britské těžební skupiny NWR. Ta se zabývá mj. prodejem elektrické energie z polských elektráren dolům OKD v Česku a od září 2004 také těžbou methanu z podzemních prostor bývalého dolu a následně jeho prodejem místním odberatelům a prostřednictvím plynovodu také odběratelům v Česku. Tato společnost je také držitelem koncese na průzkum uhelného ložiska v oblasti „Morcinek 1“.